# 愛知県道481号江原幸田線
愛知県道481号江原幸田線（あいちけんどう481ごう えわらこうたせん）は、愛知県西尾市から同県額田郡幸田町に至る元一般県道である。現在は起点から中島橋西交差点までが市道、以降は愛知県道292号幸田石井線、愛知県道320号幸田幡豆線の一部に組み込まれている。

## 概要

### 路線データ
- 起点：愛知県西尾市江原町
- 終点：愛知県額田郡幸田町六栗

## 通過する自治体
- 愛知県
  - 西尾市
  - 額田郡幸田町

## 接続する道路
- 国道23号（岡崎バイパス）
- 愛知県道43号岡崎碧南線（中島町小園交差点、中島橋西交差点）
- 愛知県道42号西尾吉良線（中島橋東交差点）
- 愛知県道325号須美福岡線（野場西交差点）
- 愛知県道483号岡崎幸田線

## 沿線・周辺
- 西尾三和郵便局
- 愛知県警察 西尾警察署米野駐在所
- 西尾市立三和小学校
- デンソー 西尾製作所
- 幸田町立豊坂小学校

## 別名
- 土呂西尾道（岡崎市、西尾市）